# منتخب نيوزيلندا لكرة اليد للشباب
منتخب نيوزيلندا لكرة اليد للشباب (بالإنجليزية: New Zealand national youth handball team)‏ هو ممثل نيوزيلندا الرسمي في المنافسات الدولية في كرة اليد للشباب.